# Jadukata
Jadukata és un riu de l'Índia i Bangladesh que neix a les muntanyes Khasi a Meghalaya on és conegut com a Kynchiang o Panatirtha; corre al sud-oest i arriba a les planes del districte de Sylhet a Bangladesh on es divideix en dos canals, a l'est el de Patlai (després Bolai) i a l'oest el de Piyain. Les dues branques desaigüen al Kangsa, i al riu resultant s'uneix poc després al Surma al districte de Mymensingh. És usat àmpliament pels transport fluvial. La llargada del riu és d'uns 193 km.